# Колдуны и министры
«Колдуны и министры» (Колдуны и империя) — фантастический роман Юлии Латыниной из цикла «Вейская империя», стилизованный под древнекитайскую прозу, но проводящий параллели с российскими реалиями.
Критики сравнивали книгу со знаменитой повестью братьев Стругацких «Трудно быть богом».

## Место действия
События романа разворачиваются на планете Вея, открытой около тридцати лет назад землянином Клайдом Ванвейленом («Сто полей»). Раньше на Вее проводились тайные научные исследования землян, но на время действия романа все контакты землян с Веей официально прекращены — демократичные земляне считают неприемлемым вмешиваться в ход истории другой цивилизации.
Действие разворачивается в Империи Великого Света — самом цивилизованном государстве планеты, окружённом невежественными варварами. Несмотря на всепоглощающую коррупцию и архаичность законов, империя существует, и является центром культуры уже две тысячи лет. В этой-то империи и делает служебную карьеру («Дело о лазоревом письме», «Дело о пропавшем боге») чиновник Нан (землянин Дэвид Стрейтон) и его молодой секретарь Шаваш.
На своём пути им предстоит иметь дело с легендарным чиновником Арфаррой, прославившимся четверть века назад и уже имевшим дело с Ванвейленом («Сто полей», «Повесть о Золотом Государе»), отважным горцем Киссуром, капризным и вздорным императором Варназдом, «благородным» разбойником Ханалаем, дикими варварами, продажными чиновниками, глупыми простолюдинами и, что самое главное, с непредсказуемой случайностью, втаптывающей в грязь даже самые изощрённые планы…

## Сюжет
Поднявшись к вершинам структур власти и завоевав доверие императора Варназда, чиновник по имени Нан — он же землянин Дэвид Стрэйтон — вскоре получает пост первого министра. Укрепив своё положение, Нан начинает проводить политику реформ, учреждает государственный заём и добивается политического разгрома своего главного противника. Кажется, он на вершине власти, но внезапно на арене появляется варвар Киссур — горячий горец, любимец императора и убеждённый идеалист, мало понимающий в реальном устройстве государства — и всемогущий министр мгновенно оказывается в тюрьме. Нан мог бы надеяться на помощь своих друзей, возмущённых подобной безумной прихотью молодого императора, но вместе с Киссуром ко двору попадает и искушённый чиновник Арфарра — считавшийся казнённым бывший наместник Варнарайна. Арфарра быстро переманивает на свою сторону чиновников во дворце, однако богачи и горожане остаются на стороне Нана. Под руководством бывшего министра полиции Андарза и олигарха и духовного лидера сильнейшей еретической секты Шиманы Двенадцатого вспыхивает восстание. Начавшийся успешно, столичный бунт срывается в последний момент: Андарз и Шимана мертвы, Нан бежит из столицы в неизвестном направлении, а Арфарра и Киссур получают полную власть.
Но и в провинциях уже вспыхивают восстания — мятежный наместник Ханалай пользуясь духовным авторитетом местного проповедника — Бьернссона, называемого народом настоящим Яшмовым араваном Арфаррой, второго землянина на Вее — собирает войско для похода на Небесный город, а менее инициативные правители просто не платят налоги. Киссур — опытный воин — собирает войска и пытается подавить мятежи, но его планы срываются из-за заговора в столице. Ханалай осаждает столицу и переманивает на свою сторону многих столичных чиновников с войсками, а государь попадает к нему в плен. Даже Арфарра, желая разгадать тайну чужеземцев-землян, попадает в ловушку и оказывается в плену у Ханалая. Кажется, столица падёт со дня на день. Но в последний момент Арфарру и императора забирает на секретную базу землян корабль, посланный Наном при помощи Бьернссона и миллиардера Ванвейлена — первого землянина на Вее, работавшего некогда с Арфаррой. Также на базу землян попадает и Киссур, который, увидев всю мощь земного оружия немедленно пускает его в ход и устраивает лагерю Ханалая фатальную бомбардировку.
И вот Нан, Арфарра и Ванвейлен уже во дворце, вовсю разворачивается контакт Веи и Земли, император снова на своём троне…
Но не всё так гладко, далеко не всё.

## Издания
- Впервые издана в 1996 году в саратовском издательстве «Труба» под названием «Колдуны и империя» тиражом 20 тыс. экземпляров.
- В 1997 году переиздана в издательстве «Терра» тиражом 20 тыс. экз., а в 1999 году в «Олма-пресс» тиражом 9 тыс. экз. под названием «Колдуны и министры».
- В 2007 году переиздана в издательстве Эксмо тиражом 10 тыс. экз. Это издание автор подвергла стилистической правке.
- В 2009 году переиздана в издательстве АСТ.

## Отзывы и рецензии
- Андрей Василевский. Юлия Латынина. Сто полей. Роман. Юлия Латынина. Колдуны и Империя. Роман. Новый мир, 1997, № 3.
- Всеволод Ревич. [lib.ru/RUFANT/REWICH/perekrestok.txt Перекрёсток утопий. Судьбы фантастики на фоне судеб страны]
- Василий Владимирский. Юлия Латынина. Колдуны и Министры (1997)
- Роман Арбитман. История наносит ответный удар. (Послесловие к роману).